# Saturio Ríos
Saturio Cándido Ríos (San Lorenzo, 2 de octubre de 1846 - San Lorenzo, 17 de julio de 1920) fue un pintor, inventor y telegrafista paraguayo. Tuvo una destacada actuación como telegrafista durante la Guerra de la Triple Alianza.

## Infancia y juventud
Saturio Rios nació en la zona que actualmente es Capilla Cué en San Lorenzo el 2 de octubre de 1846, según su fe de bautismo (aunque hay autores que indican su nacimiento en 1845). Sus padres fueron Vicente Ferrer Ríos y Francisca Petrona Castro. 
Desde muy joven demostró sus actitudes artísticas y una privilegiada inteligencia que le permitió ingresar en el Colegio Seminario San Carlos y al aula de Filosofía a cargo del maestro español Ildefonso Bermejo.
Además como artista iniciaba sus estudios de dibujo lineal y geométrico, de pintura y plástica en la academia de los hermanos Ravizza.
En 1858 es becado por el gobierno de Don Carlos Antonio López junto a otros jóvenes a seguir estudios en Europa.
A la edad de 16 años fue uno de los primeros seleccionados para asistir a la Escuela de Telegrafía, tras terminar de manera sobresaliente el curso de 8 meses se convirtió en el primer telegrafista nacional. 
Luego se trasladó a Brasil para continuar sus estudios de pintura en 1864. Se cree que pudo haber ido también a París en esa época.
Regresó al país en 1864, meses antes del inicio de la Guerra de la Triple Alianza.

## Aporte en la contienda

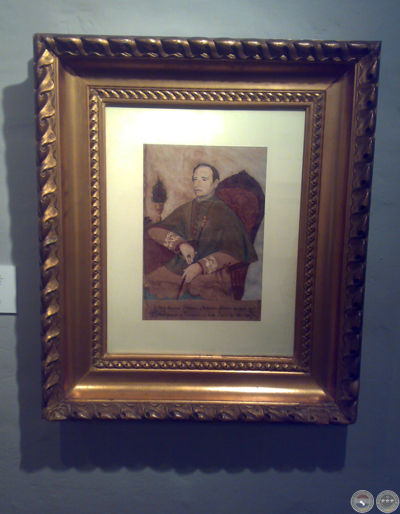
Retrato del Obispo Manuel Palacios (1868) acuarela de Saturio Rios - Museo Nacional de Bellas Artes

Como uno de los primeros telegrafistas del país tuvo activa participación en la implementación de una de las primeras líneas telegráficas de 
América Latina, colaborando con los ingenieros alemanes Hans Fish y Robert Von Fisher Treuenfeldt. Terminando la línea telegráfica Asunción - Villeta para octubre de 1864. Posteriormente esa línea se extendería hasta Paso de Patria pasando por la Fortaleza de Humaitá. Ya iniciada la contienda Saturio Ríos trasmitía por telégrafo a la capital las novedades del frente de batalla para los diarios de la Capital.
Su faceta como inventor surgió en medio de las necesidades creadas por la Guerra de la Triple Alianza, ante el inminente peligro que los telégrafos dejarán de funcionar por la falta de ácido, el sanlorenzano salvó el problema creando un ácido en base al jugo de apepú (naranja agria). Además ante la falta de equipos que recepcionaran las señales entre los numerosos destacamentos del ejército a lo largo de la línea telegráfica Saturio Rios supo inventar un aparato telegráfico más sencillo, que no necesitaba emplear papel. 
Por todo esto el Mariscal Francisco Solano López lo condecoró con la Estrella de Caballero de la Orden al Mérito y le otorgó el rango de Teniente Honorario.
En plena contienda su faceta de artista no menguó, en el campamento de Humaitá pintó en 1868 un retrato del Obispo Manuel Palacios, “con tintes de la tierra” circunstancias que da a esta obra un interés especial, ya que en ella Saturio Ríos continuó la tradición técnica de la pintura de las misiones. También pintó retratos de Benigno López y el Coronel José María Aguiar. 
Posteriormente fue tomado prisionero por los brasileños, fue llevado a Río de Janeiro, donde permaneció algún tiempo y contrajo matrimonio con una distinguida dama carioca.

## Posguerra y últimos años
Regresó al Paraguay en 1871, trató de proseguir con su carrera de artista y pintó varios retratos, especialmente de personajes oficiales. Pero el ambiente era aún demasiado escaso en estímulos para mantener económicamente a un artista, menos aún para alimentar su evolución estética; esto afectó a Saturio Ríos.
Llegó a ejercer una incipiente actividad política, logró ocupar una bancada como diputado de la nación, pero fue separado del cargo antes de poder terminar su periodo. Esto debido a sus inasistencias. Así iniciaba su ocaso espiritual y físico.
Un día quemó todos sus apuntes y diseños, y se retiró a vivir lejos del mundo en su casa de San Lorenzo. Sus memorias de la Guerra de la Triple Alianza fueron vitales para el historiador Juan E. O'Leary. Murió el 17 de julio de 1920, en la misma ciudad que lo vio nacer, olvidado y en la pobreza, tras años de un delicado estado de salud física y mental.
El mismo Juan E. O'Leary fue orador durante su sepelio.

## Honores póstumos
En 1966 en su honor se nombra a la mayor casa de estudios de la ciudad de San Lorenzo, como Centro Regional de Educación Saturio Ríos.
Una de las principales calles de la ciudad también lleva su nombre. 